# 항공자위대
항공자위대(航空自衛隊 고쿠 지에이타이[*], 영어: Japan Air Self Defense Force, JASDF)는 공군과 우주군에 해당하는 자위대의 구성군으로 일본 영공의 방위, 경비, 사이버전, 전자전 등의 임무를 수행한다. 항공자위대는 일본 영공의 방위를 수호하면서 지상, 공중 조기 경보 레이더 시스템을 유지한다. 해당 구성군에는 블루 임펄스 곡예비행팀이 소속되어 있으며 유엔 평화유지임무에 항공수송을 제공한 바가 있다.
인원은 2018년 기준으로 49,913명이며, 항공기는 2020년 기준으로 740대 중에서 330대가 군용기이다. 항공기 수는 2021년 기준으로 F-35 34대, F-15 (F-15J와 훈련기 포함)계열 200대, F-2 87대 (훈련기 포함), F-4 EJ 수송기, C-1 12기 (전자전 기체 포함), C-130H 14기, C-17A, AH-64D 공격헬기, E-767 조기경보통제기 등 모두 740대다. 2013년 F-35를 도입했다.

## 역사
제2차 세계 대전 이후, 1954년 이전에는 하나의 공군으로서가 아닌, 육군과 해군에 각각 육군 항공대와 해군 항공대로서 창설되어 있었다.
1954년 자위대 법안에 항공과가 통과되면서 7월 1일 창설되었다.
기술실증기 미쓰비시 ATD-X를 개발 중이고 이와 함께 APAA(능동위상배열안테나), MIMO(다중입출력)를 개발 중이다.

## 편성
- 항공총대 사령부(航空總隊司令部) - 후추 기지

| - - 북부항공방면대(北部航空方面隊) - 미사와 기지 - 제2항공단(第2航空団) - 치토세 기지 - 제3항공단(第3航空団) - 미사와 기지 - 북부항공 경계관제단(北部航空警戒管制団) - 미사와 - 제3고사군(第3高射群) - 치토세 - 제6고사군(第6高射群) - 미사와 - 북부항공 설비대(北部航空施設隊) - 미사와 - 북부항공음악대(北部航空音楽隊) - 미사와 | - - 중부항공방면대(中部航空方面隊) - 이루마 - 제6항공단(第6航空団) - 고마쓰 - 제7항공단(第7航空団) - 햐쿠리 - 중부항공 경계관제단(中部航空警戒管制団) - 이루마 - 제1고사군(第1高射群) - 이루마 - 제4고사군(第4高射群) - 기후(岐阜) - 중부항공 설비대(中部航空施設隊) - 이루마 - 이오지마 기지대(硫黄島基地隊) - 이오섬 분둔기지 - 중부항공음악대(中部航空音楽隊) - 하마마쓰 | - - 서부항공방면대(西部航空方面隊) - 카스가 - 제5항공단(第5航空団) - 뉴바타루 - 제8항공단(第8航空団) - 츠이키기지 - 서부항공경계관제단(西部航空警戒管制団) - 카스가 - 제2고사군(第2高射群) - 카스가 - 서부항공 설비대(西部航空施設隊) - 카스가 - 서부항공방면대 지원비행대(西部航空方面隊司令部支援飛行隊) - 카스가 - 서부항공 음악대(西部航空音楽隊) - 카스가 |

| - - 남서항공방면대(南西航空混成団) - 나하 - 제9항공단(第9航空団) - 나하 - 남서항공경계관제대(南西航空警戒管制隊) - 나하 - 제5고사군(第5高射群) - 나하 - 남부항공 설비대(南西航空施設隊) - 나하 - 남부항공 음악대(南西航空音楽隊) - 나하 | - - 정찰항공대(偵察航空隊) - 햐쿠리 - 경계항공대(警戒航空隊) - 하마마쓰, 미사와 - 작전정보대(作戦情報隊) - 후추 - 방공지휘군(防空指揮群) - 후추 - 프로그램 관리대(プログラム管理隊) - 이루마 - 항공총대사령부비행대(航空總隊司令部飛行隊) - 이루마 - 비행교도대(飛行敎導隊) - 뉴타바루 - 비행교육항공대(飛行敎育航空隊) - 뉴타바루 - 고사교도대(高射敎導隊) - 하마마쓰 - 기지방공교도대(基地防空敎導隊) - 치토세 | - 항공지원집단(航空支援集団) - 후추 - 항공구난단(航空救難団) - 이루마 - 제1수송항공대(第1輸送航空隊) - 코마키 - 제2수송항공대(第2輸送航空隊) - 이루마 - 제3수송항공대(第3輸送航空隊) - 미호 - 항공보안관제군(航空保安管制群) - 이루마 - 항공기상군(航空氣象群) - 후추 - 항공점검대(航空點檢隊) - 이루마 - 특별항공수송대(特別航空輸送隊) - 치토세 (일본 정부 전용기 운용부대) |

| - 항공교육집단(航空敎育集団) - 하마마쓰 - 제1항공단(第1航空団) - 하마마쓰 - 제4항공단(第4航空団) - 마츠시마 - 제11비행교육단(第11飛行敎育団) - 시즈하마 - 제12비행교육단(第12飛行敎育団) - 호후키타 - 제13비행교육단(第13飛行敎育団) - 아시야 - 항공교육대(航空敎育隊) - 호후미나미 - 비행교육항공대(飛行敎育航空隊) - 뉴타바루 - 교재정비대(敎材整備隊) - 하마마쓰 - 간부후보생학교(幹部候補生學校) - 나라 - 제1술과학교(第1術科學校) - 하마마쓰 - 제2술과학교(第2術科學校) - 하마마쓰 - 제3술과학교(第3術科學校) - 아시야 - 제4술과학교(第4術科學校) - 쿠마가야 - 제5술과학교(第5術科學校) - 코마키 | - 항공개발실험집단(航空開發實驗集団) - 이루마 - 비행개발실험단(飛行開發實驗団) - 기후 - 전자개발실험군(電子開發實驗群) - 이루마 - 항공의학실험대(航空醫學實驗隊) - 타치카와 | - 보급본부(補給本部) - 주조 - 제1보급처(第1補給處) - 키사라즈 - 제2보급처(第2補給處) - 기후 - 제3보급처(第3補給處) - 이루마 - 제4보급처(第4補給處) - 이루마 |

- 항공시스템통신대(航空SYSTEM通信隊) - 이치가야
- 항공안전관리대(航空安全管理隊) - 타치카와
- 항공중앙음악대(航空中央音樂隊) - 타치카와
- 항공중앙업무대(航空中央業務隊) - 이치가야
- 간부학교(幹部學校) - 메구로
- 그 외 장관 직속부대

## 업종(담당업무부서)
- 비행과 : 전투기 조종.
- 항공관제과 : 항공기 유도.
- 요격(경계)관제과 : 전투기 감시.
- 고사운용과 : 패트리어트 미사일 등으로 방공업무.
- 프로그램과 : 항공자위대용 컴퓨터 프로그램 작성.
- 기상과 : 기상관측 및 기상도 작성.
- 통신전자과 : 통신전자기기 취급.
- 무장과 : 전투기 무기 설치 및 제거.
- 정비과 : 항공기 정비.
- 시설과 : 기지시설 안전관리.
- 위생과 : 대원들의 건강, 의료.
- 급양과 : 대원들의 급식, 영양, 식자재 관리 업무.
- 법무과 : 자위대가 일으킨 손해배상소송 관련업무.
- 경비과 : 기지 시큐리티 관리.
- 음악과 : 공식행사 등 연주.
- 회계과 : 예산관리 업무.
- 보급과 : 항공자위대 물품관리.
- 수송과 : 항공자위대 인원 및 물자의 차량수송.

그 외의 것을 합치면 약 30종류가 있다.

## 같이 보기
- 일본 방위성(MOD)
- 자위대(JSDF)
  - 육상자위대(JGSDF)
  - 해상자위대(JMSDF)